# Trekkies (film)
Trekkies (film) este un film documentar american din 1997 regizat de Roger Nygard despre  fanii devotați ai universului Star Trek creat de Gene Roddenberry's. Este primul film lansat de Paramount Vantage, apoi cunoscut sub numele de Paramount Classics, cu Denise Crosby în rolul ei (cel mai bine cunoscută pentru interpretarea șefului securității Tasha Yar din Star Trek: The Next Generation). A fost urmat de filmul documentar Trekkies 2 din 2004.

## Personalități intervievate
- Denise Crosby : naratoare
- Majel Barrett
- James Doohan
- DeForest Kelley
- Walter Koenig
- Nichelle Nichols
- Leonard Nimoy
- William Shatner
- George Takei
- Grace Lee Whitney
- LeVar Burton
- Michael Dorn
- Terry Farrell
- Jonathan Frakes
- Chase Masterson
- Kate Mulgrew
- Robert O'Reilly
- Ethan Phillips
- Brent Spiner
- Wil Wheaton
- Buzz Aldrin
- Brannon Braga
- Marc Okrand
- Jeri Taylor
- Michael Westmore
- Gary Lockwood
- Robert Beltran
- Roxann Dawson
- Robert Duncan McNeill
- Robert Picardo
- Tim Russ
- Daren Dochterman
- Robert Lopez
- Rick Overton
- Fred Travalena
- John de Lancie
- Gabriel Köerner